# クラッシャージョウ
『クラッシャージョウ』は、高千穂遙による日本のSF小説。イラストは安彦良和が担当している。ソノラマ文庫→ハヤカワ文庫（朝日ソノラマ→早川書房）より1977年11月から刊行されている。第11回星雲賞日本短編部門賞受賞作品。1970 - 1980年代の日本におけるスペースオペラの草分け的存在である。
1983年に劇場用アニメーションが公開され、1989年にはOVAが制作された。またコミカライズも何度も行われている。

## あらすじ
舞台は22世紀、2160年代の宇宙空間。西暦2111年、人類はワープ機関を完成させる。以後、宇宙開発は一気に加速、他の恒星系への進出が進む。しかしそれには、宇宙航路の整備、移住先の惑星の環境調整など、難題が山積していた。西暦2120年頃、そうした荒事を専門に請負う者たちが出現を始める。それがクラッシャーと呼ばれる人々だった。彼らは膨大な数の惑星を居住可能なものに改造し、人類の銀河開発の尖兵となった。西暦2129年の惑星トプロスの独立宣言を皮切りに、惑星国家の時代が到来。西暦2134年、独自の宇宙軍を保有する銀河連合設立。西暦2143年、地球連邦はそれまで惑星単位だった国家の規模を太陽系単位に改め、あらたに太陽系国家ソルとして生まれ変わった。これをきっかけに、人類の歴史は1つの太陽系を1つの政治国家とする太陽系国家の時代へと変わっていくと同時に、太陽系単位の改造は急ピッチで進んだ。それから20年近く経過し、8000の太陽系国家が連合に加盟し、銀河は安定と繁栄の頂点を迎える。しかし、その影では非合法組織や宇宙海賊もその勢力を延ばしていた。惑星改造を主な仕事としていたクラッシャーは、そうした荒くれ者とのもめ事も引き受けるようになっていく。

## 設定
「クラッシャー」とは、宇宙時代に登場した「何でも屋」的な宇宙生活者のことである。もともとは惑星開発に従事し、テラフォーミングや航路の障害物の破壊を行なっていたため、「壊し屋=クラッシャー」と呼ばれるようになった。護衛・危険物の輸送・人命救助、そのほか、犯罪以外なら報酬次第で何でも引き受けるため、人によってはただのならず者と見なすこともある。しかし、実際は非合法なことはやらず、自分の仕事を完璧にやり遂げるために様々な技術や専門知識を身につけた宇宙のエリート集団である。
シンボルマークは「流星マーク」と呼ばれる、3本の光条を引いて飛ぶ山吹色の流星。チームシンボルはこれにリーダーのイニシャルの飾り文字を組み合わせる。チームのメンバーは「クラッシュジャケット」と呼ばれる共通のデザインの制服を着用している。このジャケットはメンバーごとに上衣の色が異なり、個人識別に使用される。また防弾耐熱で気密性も高いことから簡易宇宙服や潜水服にもなり、様々な隠し武器も装備されている。
主人公ジョウとその仲間達はそのクラッシャーのチームのひとつとして様々な事件に挑む。
後述するドレーク、エギルやダーナ以外にも、劇中には幾つかのクラッシャーのチームが登場する。映画版とそのノベライズ版『虹色の地獄』には惑星改造などの大技を得意とするクラッシャーケビンが、『虹色の地獄』には危険物輸送のエキスパートであるクラッシャーガレアが登場する。

## 登場人物
声はアニメ版。
ジョウ
声 - 竹村拓
本作の主人公。惑星アラミス出身。西暦2142年生 19歳 身長180センチメートル、体重75キログラム。「ミネルバ」の責任者で副操縦士並びに火器管制担当。ジャケットは青。ただし、他のメンバーとは異なり、袖は白である。
生え抜きのクラッシャーで、若年ながらチームリーダーを務める。スペースシャトルに酷似した外観をもつ専用宇宙船「ミネルバ」を拠点に活動する。父親はダン、母親はユリア。ユリアはジョウを出産して間もなく亡くなっている。若くして特Aクラスのクラッシャーとなった技量の持ち主。また、ダン譲りの勇気も持ち合せている。リッキーからは「兄貴」と呼ばれている。後にアルフィンと結婚し、タクマという息子をもうけた。
アルフィン
声 - 佐々木るん
本作のヒロイン。連帯型惑星ピザン出身。西暦2144年生 17歳 身長163センチメートル、体重48キログラム。「ミネルバ」の航法士。ジャケットは赤。
王制を敷いているピザンの元王女。父親はハルマン3世、母親はエリアナ。ただし選挙君主制な上に、候補者たる満3歳の全国民に対し一斉に行われる適性検査で不適格とされたため王位継承権は無い。ミニグラマーで金髪碧眼、ミス・ギャラクシー級の超美少女で、『ワームウッドの幻獣』では実際にミスコンに出場している。とんでもないお転婆娘でしかも酒乱癖があるため仲間、特にリッキーを恐れさせている。ピザン軍の技術将校ガラモスがクーデターを起こし全権を掌握した際、銀河連合へ助けを請うべく独り小型ロケットで脱出させられたが、燃料切れを起こして漂流している所をジョウたちに救われ、ピザンの解放を依頼する。ガンビーノ亡き後、押し掛けで彼らの仲間になった。積極的にジョウにアタックするものの、なかなか良い雰囲気にはならない。後にジョウと結婚し、タクマという息子をもうけた。
タロス
声 - 小林清志
地球出身。西暦2109年生 52歳 身長209センチメートル、体重132キログラム。「ミネルバ」の機長。ジャケットは黒。
ジョウの父ダンの片腕を務めていた超ベテランクラッシャー。度重なる名誉の負傷から体の80%以上を機械化したサイボーグ。おかげで、若い頃は男前だった外見が、今ではほとんどフランケンシュタインの怪物と化していると評される。左腕にはガトリング砲を内蔵。凄腕のパイロットで、連合宇宙軍からもスカウトの声がかかった程の操船技術を誇る。ダンの信頼も厚く、彼の引退時には盟友ガンビーノと共に若いジョウの後見役を仰せつかって仲間となった。当初は疲れ知らずのタフ・ガイだったが、物語が進むにつれてやや設定が変わり、後期の作品では鈍重でスタミナのないウドの大木的な扱いをされることが少なくない。なお、両親については、なぜか語ろうとはしない。リッキーのことを映画版では、「足手まとい」「ガキ」「世間知らず」「単細胞」「チビ」「坊っちゃん」と呼んでいるが、「旦那」と呼んで煽てたこともある。
リッキー
声 - 小原乃梨子
惑星ローデス出身。西暦2146年生 15歳 身長140センチメートル、体重36キログラム。「ミネルバ」の機関士。ジャケットは緑。
孤児であり、ストリートキッドとして育ったためか、体格は小柄で、非力ではあるがすばしこく、小さな穴でも平気でくぐる。ジョウたちの船へ忍び込んでクラッシャーになった。タロスとは年代差を越えた喧嘩友達で、大人と子供以上の体格差があるにも関わらず、果敢に喧嘩を挑む。映画版でも、「オタンコナス」「木偶の坊」などと呼んでいるシーンがある。しょっちゅうタロスと喧嘩してはアルフィンにこっぴどく怒鳴られるのが常である。アルフィンが酒乱モードに入った時には、タロスと共に甚大な被害を受ける。アルフィンがミネルバに密航し、仲間になりたいと申し出た時には、自分の前例を根拠に賛成し、渋るジョウを説得したためにアルフィンが仲間になれたという功績を持つ。いつもアルフィンには酷い目に合わされているが、二人は所謂B級映画には目がない、という意外な面もある。なお、機関士とは、本来新入り用のポジションであるとのこと。『悪霊都市ククル』は、彼の故郷が舞台である。他にも後期の作品では見せ場が回ってくることがやや多くなってきている。また、『ガブリエルの猟犬』で、成長期に入り体格が大きく変わったことも触れられている。なお、最初の劇場用アニメ化の際に容姿が大幅に変更されている。
コワルスキー
声 - 納谷悟朗
連合宇宙軍大佐。巡洋艦（映画版では重巡洋艦）「コルドバ」の艦長。映画版では第三特別巡視隊司令を務めている。
頑固で融通の利かない典型的な職業軍人で、クラッシャーをならず者と見做している。また、20年にも及ぶ軍人生活を宇宙海賊の撲滅に尽力しているが、これは海賊に同僚を殺されたことによる。ジョウたちを宇宙海賊容疑で逮捕し、しつこい取り調べでジョウを辟易させる。原作では『撃滅!宇宙海賊の罠』と『銀河系最後の秘宝』、別巻『コワルスキーの大冒険』に登場。『銀河系最後の秘宝』で乗艦がブラックホールの重力圏に捕らわれ一度は退避が不可能になる。ジョウ達には吸い込まれて殉職したと思われていたが、実は生存しており、『コワルスキーの大冒険』で未知の宇宙で部下と共に活躍する。『クラッシャージョウ REBIRTH』の『銀河系最後の秘宝』編では、必ず戻るとの言葉を残してオオルル人と共に異なる宇宙へと旅立った。
『コワルスキーの大冒険』に登場した、部下で機関長のリュミノ少佐が語るところでは、普通ならば戦艦の艦長になっている筈の人物だが、「短気で、直情型で、馬鹿馬鹿しい位に正義にこだわり、上の命令を平気で無視する」「海賊相手の戦功で出世したが、任されるのは重巡洋艦止まり」とのことである。
映画版とそのノベライズ『虹色の地獄』ではジョウたちを犯罪者とみなして追う役ながらも憎めない人物として活躍する。なお、演じた納谷は、『クラッシャージョウ大研究』で、「コワルスキーのイメージが僕にとってはなんとなく銭形なんですね。なじみやすい感じですね」とコメントしている。
バード
声 - 小林修
「アトラス」の元機関士。連合宇宙軍中佐。偵察艦（特殊工作船）「ドラクーン」の艦長。
元はダンの仲間の一人で「アトラス」の優秀な機関士だったが、タロスと奪い合っていたケイと結婚するために危険なクラッシャー業から足を洗っており、彼の後に、クラッシャードレークがチームに在籍していた時期があった。しかし、短い新婚生活で彼女を失い、その後は義父の薦めで連合宇宙軍に入隊した。「なるべく危険な任務を」志願した結果、現在は情報部2課所属、階級は中佐で「ドラクーン」の艦長をも兼任しているが、ジョウたちの巻き添えを食う形で艦を三度失っている。映画版とそのノベライズ『虹色の地獄』では運送業者に扮しており、「ドラクーン」も民間の貨物船に偽装している。
ダン
声 - 久米明
最初にクラッシャーと呼ばれた男。ジョウの父親。クラッシャー評議会議長。62歳。
クラッシャーの黎明期に勇名を轟かせたが、ある事件で失敗し重傷を負って脱出不可能になった時、当時10歳だったジョウに命を救われたことで体力の限界と時代の変化を悟って引退。現在は惑星アラミスでクラッシャー評議会議長として、後進の指導とクラッシャーの地位向上運動に専念している。「アトラス」での愛称はおやっさん。ほぼ同時期にデビューし、クラッシャーダーナ率いる“地獄の三姉妹”を娘にもつクラッシャーエギルとは、現在も公私にわたり良きライバルである。また、『銀河帝国への野望』で登場した、ド・テオギュール銀河連合首席とは、銀河開拓時代からの親友である。なお、彼の専用宇宙船「アトラス」は、ジョウの「ミネルバ」とほぼ同型の水平型宇宙船で、外見上の相違点は尾翼がミネルバの2枚に対して1枚であること。『銀河帝国への野望』で失われる。なかなかの策士であり、ジョウが気がつけばダンの手のひらで踊らされていたことが度々ある。
ドンゴ
声 - 二又一成
惑星ドルロイ製。T：112.5センチメートル W：121キログラム。ジョウ達のサポートロボット（Type : MAB 8945-GP）。
ジョウらが船外で活動する際は留守居役、また戦闘で損傷した「ミネルバ」等の修理担当を務める。「ミネルバ」を操縦して駆けつけ、チームのピンチを救うこともしばしばである。ユニークな外見に似合わず、技術惑星ドルロイの優秀なテクノロジーの粋が結集されている。元々はダン達の宇宙船「アトラス」のために作られ（『ドルロイの嵐』でザルバコフ技師長からプレゼントされた）、ダンの引退後にジョウの「ミネルバ」へ。バードいわく「人情のある」ロボット。口癖（？）は「キャハ」。映画版では留守番中エロ本を読んでいた。
ガンビーノ
元はダンの仲間の一人。「ミネルバ」の初代航法士。ジョウの後見役。ジャケットは灰。
若年のバードとは、後年のタロスとリッキーの如き迷コンビだった。ダンが引退の折、タロスとともにジョウの後見役としてチームに残留。外見は白髪白髭の好々爺だが、実際にはかなりの深慮を持つ人物。口癖は「ワシの若い頃は〜」。すでに相当の高齢となっていた（『連帯惑星ピザンの危機』48-49ページで「30歳を過ぎてクラッシャーになった」「クラッシャー歴は38年」とあるため、少なくとも68歳）ためにミネルバではほとんど前線に出ることはなく、厨房が主担当となっていた。料理の腕は超一流で、なまじのコックでは歯が立たないほど。ピザンの事件では脱出不可能の事態に陥りつつあったジョウを救うために敵の只中に飛び込み、ジョウの眼前で壮絶な戦死を遂げる。彼の亡き後はアルフィンが航法士およびコックの席に座ることになった。

### その他の登場人物
この項目では、主人公達との関連人物、高千穂の他作品からの登場人物を挙げる。
鈴鈴、蘭蘭
『美神の狂宴』以降に登場。
『神拳 李酔竜』にも登場した双子の姉妹。ジョウ達に協力する。
タクマ
『コワルスキーの大冒険』に登場。
2179年時点でのクラッシャージョウチームの見習い機関士。11歳。ジャケットはオレンジ。
ジョウとアルフィンを両親とする。
ガストン
声 - 不明
映画版『クラッシャージョウ』とノベライズ版『虹色の地獄』に登場した、重巡洋艦「コルドバ」の海兵隊員。後の『コワルスキーの大冒険』では「コルドバ」の副長として登場しており、いわばアニメから逆輸入されたキャラクターである。

## 小説
「クラッシャージョウ」は、人類が居住可能な惑星へと進出した"宇宙時代"を舞台に、宇宙の何でも屋・クラッシャーのジョウの活躍を描いたスペースオペラで、1977年に第1巻が朝日ソノラマ「ソノラマ文庫」より発売された。以降、本編第10巻まではソノラマ文庫より発刊されていたが、第11巻以降は早川書房「ハヤカワ文庫」で続刊中。
2000年から2003年にかけては、ソノラマ文庫より当時既刊だった第1-8巻と別巻1・2巻までを改訂して発売。本文の修正を行い、安彦良和によって、第1 - 7巻目の表紙カバーイラストが以前と同じ構図で、別巻1巻は新たな構図で描き直された。なお、第8巻と別巻2巻は安彦自身がイラストに不満が無かったため、旧版と同一である。
2007年の朝日ソノラマ解散により、出版元をハヤカワ文庫に移行。またそれにともない、ソノラマ文庫で発刊されていた1巻から10巻までの表紙カバーイラストを一新し、新たに口絵を挿入して刊行（挿絵は朝日ソノラマ版と同一）。また別巻1（「映画版」）は、ソノラマ版では挿絵代わりに映画のシーンが挿入されていたが、ハヤカワ版ではない（口絵は挿入されている）。

### 既刊一覧
| 巻数 | タイトル             | 初版発行日     | レーベル             | ISBN              | 備考 |
| 本編 | 本編                 | 本編           | 本編                 | 本編              | 本編 |
| ---- | -------------------- | -------------- | -------------------- | ----------------- | --- |
| 1    | 連帯惑星ピザンの危機 | 1977年11月1日  | ソノラマ文庫         | 4-257-76093-1     | |
| 1    | 連帯惑星ピザンの危機 | 2000年11月1日  | ソノラマ文庫（改訂） | 4-257-76920-3     | |
| 1    | 連帯惑星ピザンの危機 | 2008年9月25日  | ハヤカワ文庫         | 978-4-15-030935-0 | |
| 2    | 撃滅!宇宙海賊の罠    | 1978年1月1日   | ソノラマ文庫         | 4-257-76098-2     | |
| 2    | 撃滅!宇宙海賊の罠    | 2001年4月1日   | ソノラマ文庫（改訂） | 4-257-76925-4     | |
| 2    | 撃滅!宇宙海賊の罠    | 2008年9月25日  | ハヤカワ文庫         | 978-4-15-030936-7 | |
| 3    | 銀河系最後の秘宝     | 1978年4月1日   | ソノラマ文庫         | 4-257-76103-2     | |
| 3    | 銀河系最後の秘宝     | 2001年7月1日   | ソノラマ文庫（改訂） | 4-257-76939-4     | |
| 3    | 銀河系最後の秘宝     | 2008年11月21日 | ハヤカワ文庫         | 978-4-15-030941-1 | |
| 4    | 暗黒邪神教の洞窟     | 1978年7月1日   | ソノラマ文庫         | 4-257-76109-1     | |
| 4    | 暗黒邪神教の洞窟     | 2001年11月1日  | ソノラマ文庫（改訂） | 4-257-76951-3     | |
| 4    | 暗黒邪神教の洞窟     | 2008年11月21日 | ハヤカワ文庫         | 978-4-15-030942-8 | |
| 5    | 銀河帝国への野望     | 1978年12月1日  | ソノラマ文庫         | 4-257-76118-0     | |
| 5    | 銀河帝国への野望     | 2002年2月1日   | ソノラマ文庫（改訂） | 4-257-76958-0     | |
| 5    | 銀河帝国への野望     | 2009年1月23日  | ハヤカワ文庫         | 978-4-15-030946-6 | |
| 6    | 人面魔獣の挑戦       | 1979年6月1日   | ソノラマ文庫         | 4-257-76132-6     | |
| 6    | 人面魔獣の挑戦       | 2002年5月1日   | ソノラマ文庫（改訂） | 4-257-76967-X     | |
| 6    | 人面魔獣の挑戦       | 2009年3月31日  | ハヤカワ文庫         | 978-4-15-030951-0 | |
| 7    | 美しき魔王           | 1983年3月1日   | ソノラマ文庫         | 4-257-76176-8     | |
| 7    | 美しき魔王           | 2002年8月1日   | ソノラマ文庫（改訂） | 4-257-76978-5     | |
| 7    | 美しき魔王           | 2009年5月30日  | ハヤカワ文庫         | 978-4-15-030956-5 | |
| 8    | 悪霊都市ククル（上） | 1989年11月1日  | ソノラマ文庫         | 4-257-76501-1     | |
| 8    | 悪霊都市ククル（上） | 2002年10月1日  | ソノラマ文庫（改訂） | 4-257-76981-5     | |
| 8    | 悪霊都市ククル（上） | 2009年7月30日  | ハヤカワ文庫         | 978-4-15-030960-2 | |
| 8    | 悪霊都市ククル（下） | 1990年3月1日   | ソノラマ文庫         | 4-257-76508-9     | |
| 8    | 悪霊都市ククル（下） | 2002年11月1日  | ソノラマ文庫（改訂） | 4-257-76984-X     | |
| 8    | 悪霊都市ククル（下） | 2009年7月30日  | ハヤカワ文庫         | 978-4-15-030961-9 | |
| 9    | ワームウッドの幻獣   | 2003年10月1日  | ソノラマ文庫         | 4-257-77017-1     | |
| 9    | ワームウッドの幻獣   | 2009年9月30日  | ハヤカワ文庫         | 978-4-15-030970-1 | |
| 10   | ダイロンの聖少女     | 2005年5月26日  | ソノラマ文庫         | 4-257-77047-3     | |
| 10   | ダイロンの聖少女     | 2009年11月30日 | ハヤカワ文庫         | 978-4-15-030973-2 | |
| 11   | 水の迷宮             | 2013年2月22日  | ハヤカワ文庫         | 978-4-15-031100-1 | |
| 12   | 美神の狂宴           | 2015年2月25日  | ハヤカワ文庫         | 978-4-15-031182-7 | |
| 13   | ガブリエルの猟犬     | 2016年9月15日  | ハヤカワ文庫         | 978-4-15-031243-5 | |
| 別巻 |                      |                |                      |                   | |
| 1    | 虹色の地獄           | 1983年4月1日   | ソノラマ文庫         | 4-257-76233-0     | 「映画版」ノベライズ。ハヤカワ版は「別巻1」。 |
| 1    | 虹色の地獄           | 2003年2月1日   | ソノラマ文庫（改訂） | 4-257-76999-8     | 「映画版」ノベライズ。ハヤカワ版は「別巻1」。 |
| 1    | 虹色の地獄           | 2013年4月24日  | ハヤカワ文庫         | 978-4-15-031109-4 | 「映画版」ノベライズ。ハヤカワ版は「別巻1」。 |
| 2    | ドルロイの嵐         | 1986年12月30日 | ソノラマ文庫         | 4-257-76363-9     | 現役時代のダンと彼のチーム（タロス・バード・ガンビーノ）がダーティペアと共演するエピソード。ケイの一人称で描かれた「ダーティペアの大乱戦」と同一の事件を、クラッシャーおよび第三者的視点で描いたもの。旧ソノラマ版は「外伝1」、ハヤカワ版 では「別巻2」。 |
| 2    | ドルロイの嵐         | 2003年3月31日  | ソノラマ文庫（改訂） | 4-257-77001-5     | 現役時代のダンと彼のチーム（タロス・バード・ガンビーノ）がダーティペアと共演するエピソード。ケイの一人称で描かれた「ダーティペアの大乱戦」と同一の事件を、クラッシャーおよび第三者的視点で描いたもの。旧ソノラマ版は「外伝1」、ハヤカワ版 では「別巻2」。 |
| 2    | ドルロイの嵐         | 2013年6月25日  | ハヤカワ文庫         | 978-4-15-031117-9 | 現役時代のダンと彼のチーム（タロス・バード・ガンビーノ）がダーティペアと共演するエピソード。ケイの一人称で描かれた「ダーティペアの大乱戦」と同一の事件を、クラッシャーおよび第三者的視点で描いたもの。旧ソノラマ版は「外伝1」、ハヤカワ版 では「別巻2」。 |
| 3    | コワルスキーの大冒険 | 2022年2月15日  | ハヤカワ文庫         | 978-4-15-031511-5 | |

## カセットブック
カセットブックは、小説の内容をもとにしたシナリオを声優がラジオドラマ形式で演じたもの。
| 巻数 | タイトル         | 初版発行      | レーベル                | ISBN          | 備考 |
| ---- | ---------------- | ------------- | ----------------------- | ------------- | ---- |
| 1    | 銀河系最後の秘宝 | 1988年7月1日  | ソノラマ文庫 カセット版 | 4-257-20013-8 |      |
| 2    | 暗黒邪神教の洞窟 | 1989年12月1日 | ソノラマ文庫 カセット版 | 4-257-20030-8 |      |

## アニメ

### 映画版
劇場版『クラッシャージョウ』は、1983年3月12日に松竹富士系にて公開された。原作のイラストも手掛ける安彦良和の初監督作品であり、監督・キャラクターデザイン・脚本・絵コンテ・作画監督の５役を担当。公開時のキャッチコピーは「宇宙が熱い」であった。

#### 内容
バードやコワルスキーの設定など、原作とは一部設定が異なる。高千穂は、「映画版は小説をもとに、映画用のストーリーをあらたに構成した」「同じチームを主人公にした別の世界の物語と思って読んでいただけるとよいかもしれない」と映画版のノベライズ版『虹色の地獄』のあとがきでコメントしている。メカニックデザインもスタジオぬえの河森正治が映画用にリファイン・新設定を行った。これらのプラモデルがタカラ（現タカラトミー）と日東科学教材から発売された。巡洋艦コルドバが宇宙で回頭するシーンの作画は、デザインの細かさに、作画スタッフだった佐藤元が泣かされたという。
物語の本筋には無関係だが、入国審査の対象者やディスコの客、海賊などスタッフが係わったアニメのパロディーや関係者をモデルにしたモブキャラなど、「業界ネタのお遊び」がちりばめられているのも特徴である。衣装・生き物など有名漫画家達が提供したスペシャルデザインも話題作りに一役買った。
劇中でジョウらがダーティペアが登場する映画「ダーティペアの大冒険」を見る場面がある。この劇中映画の声優は後年のアニメとは異なり、2人のモデルとなった元スタジオぬえの女性スタッフが演じている。

#### 制作

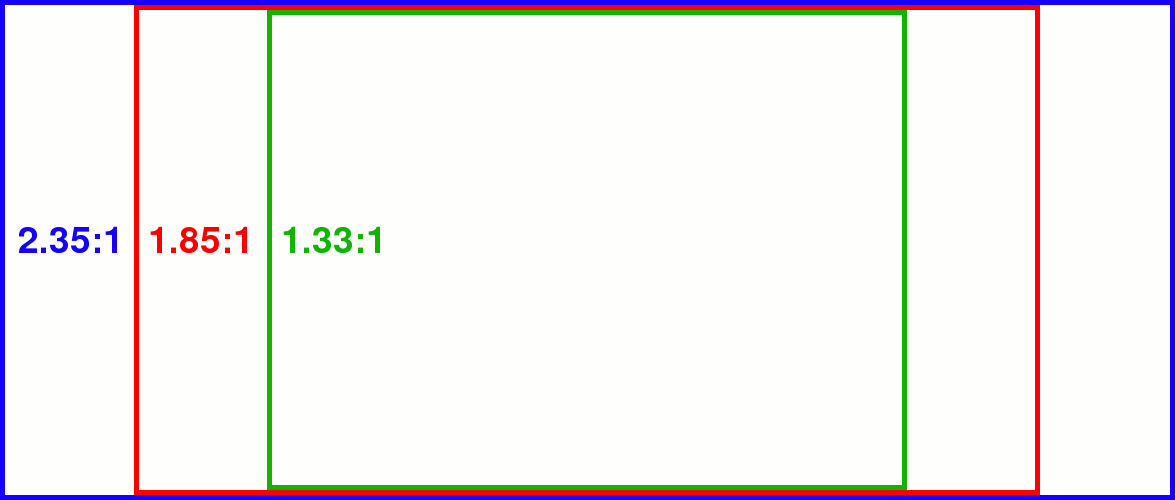
画面サイズの比較。緑色の四角形がスタンダード・サイズ。赤がビスタ・サイズ、青がスコープ・サイズである。

安彦良和の初監督作品である同作は、企画から２年がかりで製作された。
通常の劇場アニメはビスタサイズに対応した動画用紙を使うが、当時のサンライズの場合は通常の動画用紙の上下を切った「貧乏ビスタ」を使っていた。本作も同様で、オリジナル・フィルムはまず地上波アナログTVの横縦比4:3に近いスタンダード・サイズ（横縦比が1.37:1または1.33:1）で制作され、劇場公開では上下部分をクロップ加工することで横長であるビスタ・サイズ（1.66:1程度）で上映された。なお、2013年7月に日本映画専門チャンネルHDにて放送された際には、オリジナル・フィルムに、縦黒帯を左右に付加加工するピラーボックス処理を施すことで、画質がほとんど維持されたまま16:9化された。
安彦を中心に設立された作画スタジオ・九月社が本作の作画の中核を担った。九月社には安彦の信頼が厚いアニメーターが籍を置いて作画に当たり、実に全体の半分を手がけたとのことである。なお、九月社の設立は劇場用映画『機動戦士ガンダムII 哀・戦士』の作画作業に当たっていた1981年で、『巨神ゴーグ』の製作終了まで存在していた。
九月社で作業をするアニメーターにはそれぞれ担当キャラクターが割り当てられ、そのキャラクターが活躍するシーンでは担当アニメーターが原画をメインで手がけるというスタイルが取られた。例えばヒロイン・アルフィンが画面を占めるシーンの原画は佐藤元が主に手がけており、佐藤は、アルフィンがキーボードを叩くシーンでは女性らしい手や指の動きを心がけて作画したことを語っている。また部分的にCGも導入されており、この際使用されたコンピュータは、佐藤の私物の日立ベーシックマスターレベル3。

#### 反響
同時期に『幻魔大戦』『宇宙戦艦ヤマト 完結編』（1週遅れて3月19日公開）と公開が重なり、「1983年春のアニメ映画興行戦争」と呼ばれた。この3作品で興行成績は『幻魔大戦』がトップで、次いで『宇宙戦艦ヤマト 完結編』となり、本作は3位だった。本作の配給収入は6.6億円。アニメファンの支持を集め、『アニメージュ』が主催する第6回アニメグランプリ大賞を獲得した。なお、同誌では、公開まで佐藤元や吉永尚之ら所属スタッフの描く漫画やイラスト、そしてコメントで九月社での出来事や制作エピソードを毎号紹介していた。
サウンドトラック『クラッシャージョウ』（JBX-25012）はオリコンLPチャートで最高9位を記録した。
原作者高千穂遙の意向により、完成前に急逝した当時の日本サンライズ前社長の岸本吉功も制作者としてクレジットされている。
公開から1年後の1984年4月3日（火曜） 19:30 - 21:48（日本標準時）には、テレビ朝日系列で『春のアニメスペシャル』として放送された。
1983年（昭和58年）放送の『聖戦士ダンバイン』では、設定制作担当の風間洋と川瀬敏文が入間基地へ取材に行った際、担当者が『クラッシャージョウ』の大ファンであり、非常に協力的だったという。

#### 評価
押井守
劇場版について、不必要に残酷描写があると指摘し、安彦良和が世間から抑圧されてきた感情が歪んだ形で爆発した結果であり、日頃から人畜無害なアニメ描写を量産した結果、文学的意識が潜在的に鬱憤として蓄積し、自分名義の作品を世に放つ際に、バランス感覚を失って一気に噴き出してしまったと分析した上で、「何で其処までアニメーションにコンプレックスを持たなきゃならないんだろうか、複雑な感じがした」という感想を述べている。

#### スタッフ
- 企画製作 - 日本サンライズ
- 監督 - 安彦良和[6]
- 制作 - 岸本吉功[6]、伊藤昌典[6]
- 企画 - 山浦栄二[6]
- 原作・監修 - 高千穂遙[24]
- 脚本 - 高千穂遙[6]、安彦良和[6]
- キャラクターデザイン - 安彦良和[24]
- メカニカルデザイン - 河森正治[6]
- 美術デザイン - 佐藤道明[24]
- 美術監督 - 中村光毅
- 撮影監督 - 三沢勝治[6]
- 編集 - 井上編集室[6]、井上和夫[6]、布施由美子[6]
- 音楽 - 前田憲男[6]
- 音響監督 - 藤野貞義[6]、千葉耕市[6]
- 演出 - 鹿島典夫[6]
- プロデューサー - 吉井孝幸[6]
- 配給 - 富士映画[24]
- 製作会社 - 日本サンライズ[24]

#### キャスト
キャスティングについて、高千穂遥は映像化に際しての原作者の意志が尊重されるべきという考えを持っており、キャストは彼のイメージを重視して決定されている。小原乃梨子、納谷悟朗は『クラッシャージョウ大研究』で高千穂から指名があったとコメントしている。竹村拓は当時すでに役者を廃業していたが、以前所属していた劇団薔薇座で作成したデモテープが選考に紛れ込んでおり、それを聴いた高千穂がジョウ役に抜擢した。このことが、竹村が演技の世界に復帰するきっかけとなった。竹村は2年間のブランクがあり、オーディションだけのつもりだった、とコメントしている。
- マチュア：武藤礼子
- マーフィ：大塚周夫
- キリー：曽我部和行
- ネロ：渡部猛
- ロキ：長堀芳夫
- ノーマ：弥永和子
- バレンスチノス：田中信夫
- デュプロ・マルドーラ：柴田秀勝
- コルテジアーニ：千葉耕市
- 医師：池田勝
- 海賊士官：立沢雅人
- 海賊：小滝進
- 係官：西村知道
- アネッサ：酒井環
- 管制官：熊倉寛之
- 管制官：立木文彦
- 管制官：河口宏
- ケイ：瑞原芽理
- ユリ：秋津ユリ
- ディスクジョッキー：LEO

#### 音楽
主題歌
- 「飛翔〈NEVER END〉」
作詞 - 藤原月彦 / 作曲 - 西松一博 / 編曲 - ARAGON / 歌 - 西松一博 by ARAGON

挿入歌
- 「BLOODBATH HIGHWAY」
作詞 - LEO / 作曲 - 西松一博 / 編曲 - ARAGON / 歌 - 西松一博 by ARAGON

#### 関連書籍（劇場アニメ版）
- クラッシャージョウ（講談社アニメコミックス 全5巻）、各1983年刊。
- クラッシャージョウ（講談社ポケット百科27 アニメスペシャル1）
- クラッシャージョウ大研究（朝日ソノラマアニメ文庫23）
- クラッシャージョウの美術世界（朝日ソノラマ）
- クラッシャージョウ大百科（ケイブンシャの大百科147）

#### 関連書籍（劇場アニメ版およびOVA版）
- ENTERTAINMENT BIBLE.6 スタジオぬえ メカニックデザインブック PART.1 機動兵器編（バンダイ、1989年）- 本作に登場したロボット、戦闘機、装甲車の設定が掲載されている。
- ENTERTAINMENT BIBLE.9 スタジオぬえ メカニックデザインブック PART.2 宇宙戦艦編（バンダイ、1990年） - 本作に登場した宇宙船の設定が掲載されている。また、OVA版に登場した宇宙戦艦についても触れられている。
- クラッシャージョウ デザイナーズノート（SBクリエイティブ、2016年）- 劇場版の設定資料集、イラスト集、ほかに安彦良和・高千穂遙対談などを収録。

#### 模型
- 劇場版公開当時、タカラからプラモデルシリーズが発売された。ミネルバ、ファイター、ガレオンなど13アイテムが模型化された。また、日東科学からもコルドバや突撃艇、ミサイル戦闘艇など26アイテムが模型化されている。
- タカラからは、ホワイトメタル製のフィギュアも発売された。ジョウ、アルフィン、タロス、マーフィー・パイレーツのキャッツアイ・ノーマがキット化された。
- 2019年にハセガワからプラモデルシリーズが発売された。ミネルバ、ファイター、ガレオン、コルドバなどが模型化された。アルフィンのフィギュアが付くものもある。

### OVA

#### クラッシャージョウ - 氷結監獄の罠
1989年2月5日にバップから発売。
スタッフ
- 原作・ダイアローグ：高千穂遙
- 監督：滝沢敏文
- 脚本：五武冬史
- キャラクターデザイン：安彦良和
- メカニカルデザイン：河森正治、石津泰志
- 作画監督：平田智浩
- 美術：岡田有章
- 音楽：奥慶一
- 製作：サンライズ

キャスト
- ヒューム：家弓家正
- ゲルスタン：藤本譲
- カブール：千田光男
- バーニイ：塚田正昭
- ビガロ：郷里大輔
- キャスター（女）：勝生真沙子
- キャスター（男）：大滝進矢
- 艦長：江原正士
- 看守長：稲葉実
- 囚人：巻島直樹、橋本博、鈴木宏之、遠藤章史
- ウェイトレス：山岡慶子

イメージングソング
- 「Innocent Dreamer」 （バップレコード）
作詞 - 売野雅勇／作曲 - 和泉常寛／編曲 - 新川博／歌 - カルロス・トシキ&オメガトライブ

#### クラッシャージョウ - 最終兵器アッシュ
1989年6月5日にバップから発売。第7回『日本アニメ大賞』の「オリジナルビデオアニメ最優秀作品賞」受賞。
スタッフ
- 原作・ダイアローグ：高千穂遙
- 監督：滝沢敏文
- 脚本：五武冬史
- キャラクターデザイン：安彦良和
- メカニカルデザイン：河森正治、宮武一貴
- 作画監督：平田智浩
- 美術：岡田有章
- 音楽：奥慶一
- 製作：サンライズ

キャスト
- タニア：榊原良子
- マルドー：内海賢二
- エルガーノ：寺島幹夫
- カルロス：村松康雄
- ホイラー：江原正士
- ヒメネス：梁田清之
- プロミネンス艦長：沢木郁也
- 操縦士：橋本博
- 士官：鈴木克美
- 部下：鈴木宏之

## 漫画

### 細野不二彦版
1979年に「宿命のパンドーラ二世」「復讐鬼の葬送」の2作が『マンガ少年』に掲載され、1982年に『マンガ少年』の後継誌『デュオ』別冊として出版された。漫画家細野不二彦のデビュー作で、当時所属していたスタジオぬえの社長だった高千穂の指名で描いたものである。
1983年に書き下ろし「セント・ジェルミの伝説」と合わせて朝日ソノラマ・サンコミックスで単行本化された。1993年に新版刊行。
1999年に「セント・ジェルミの伝説」のエピソードをメインに漫画のコマに音響・映像処理をし、声当てをした「まんがビデオ」が発売された。収録時間は80分。
声の出演はジョウ：林延年（現・神奈延年）、アルフィン：山崎和佳奈、タロス：梁田清之、リッキー：竹内順子。
2001年に、上記と『マンガ少年』掲載話「スターダスト・ストーリー」を収めたメディアファクトリー文庫版が出された。内容の加筆・修正・削除をしたため、新旧の画風が入り混じる内容になっている。

### このま和歩版
このま和歩による『クラッシャージョウ』は、講談社『コミックボンボン』に1982年12月号から1983年4月号まで連載された（全5話）。ストーリーはオリジナルである。単行本は発売されていない。

### クラッシャージョウ REBIRTH
針井佑（作画、安彦良和は「キャラクター原案」）による 『クラッシャージョウ REBIRTH』。『イブニング』（講談社）に2017年19号から不定期連載されている。単行本第1巻の帯には安彦良和によるコメントが掲載されている。
- 高千穂遙（原作）・針井佑（作画）・安彦良和（キャラクター原案） 『クラッシャージョウ REBIRTH』 講談社〈イブニングKC〉、既刊5巻（2022年2月22日現在）
  1. 「撃滅!宇宙海賊の罠 前編」2018年9月21日発売[29][30]、ISBN 978-4-06-512950-0
  2. 「撃滅!宇宙海賊の罠 後編」2019年3月22日発売[31]、ISBN 978-4-06-515208-9
  3. 「銀河系最後の秘宝 前編」2020年2月21日発売[32]、ISBN 978-4-06-518718-0
  4. 「銀河系最後の秘宝 後編」2020年12月23日発売[33]、ISBN 978-4-06-521818-1
  5. 「連帯惑星ピザンの危機 前編」2022年2月22日発売[34]、ISBN 978-4-06-526859-9

## テーブルトークRPG
多摩豊によってデザインされ、1983年にツクダホビーよりボックス版にて発売された。

## パソコンゲーム
PC9801VX/UX以降およびエプソン486用ソフトウエア『歓楽惑星の陰謀』がファミリーソフトより発売された。